# Parafroneta monticola
Parafroneta monticola är en spindelart som beskrevs av A. David Blest 1979. Parafroneta monticola ingår i släktet Parafroneta och familjen täckvävarspindlar. Inga underarter finns listade i Catalogue of Life.